# Cigara
Cigara je tobačni izdelek, namenjen kajenju. Izdelajo jo tako, da tesno zvijejo posušene in fermentirane liste tobaka v podolgovato obliko. Največ cigarnega tobaka pridobijo v Braziliji, Kamerunu, Kubi, Dominikanski republiki, Hondurasu, Indoneziji, Mehiki, Nikaragvi, na Filipinih in na vzhodu Združenih držav Amerike. 